# XPrince
XPrince (Extreme Programming in Controlled Environments) – nazwa zwinnej metodyki wytwarzania oprogramowania, której celem jest wyważenie między zwinnością i dyscypliną. Bazuje ona na trzech innych metodykach: XP, PRINCE2 oraz Rational Unified Process.

## Równowaga między adaptacyjnością a dyscypliną w projektach informatycznych
Nie ma jedynego złotego rozwiązania metodyki tworzenia oprogramowania i każde z podejść, zarówno adaptacyjne, jak i zorientowane na dyscyplinę, mają swoje zalety i wady. Metodyki zorientowane na dyscyplinę są zazwyczaj krytykowane ze względu na nadmierną pracę papierkową, małą elastyczność, powolne procesy podejmowania decyzji i niezdolność dostosowania się do zmian w trakcie trwania projektu.
Słabe strony programowania ekstremalnego to wymóg, aby klient pracował razem z zespołem (w wielu projektach klienci są zbyt zajęci i nie mogą spełnić tego wymagania), brak dokumentacji papierowej (komunikacja ustna jest bardzo efektywna, lecz w przypadku bardzo złożonego systemu mogą być trudności z wprowadzaniem zmian po upływie pewnego czasu) oraz czasami zbyt krótka perspektywa planowania. Celem, który przyświecał stworzeniu metodyki XPrince, było rozwiązanie problemów związanych ze słabościami XP oraz zachowanie adaptacyjności. W związku z tym metodyka ta integruje metodykę zarządzania projektem (PRINCE2) z metodyką wytwarzania oprogramowania (XP).

## Konsorcjum XPrince
Koncepcja metodyki XPrince została zaproponowana przez prof. Jerzego Nawrockiego z Instytutu Informatyki Politechniki Poznańskiej i jest rozwijana przez zespół Inżynierii Oprogramowania. Pod koniec 2004 roku do tego projektu akademickiego przyłączyła się grupa firm wytwarzających oprogramowanie i zostało powołane Konsorcjum XPrince, które przejęło patronat nad rozwijaniem i promowaniem metodyki XPrince. Aktualnie metodyka XPrince jest wdrażana w przedsiębiorstwach będących członkami konsorcjum.